# Olga Milles

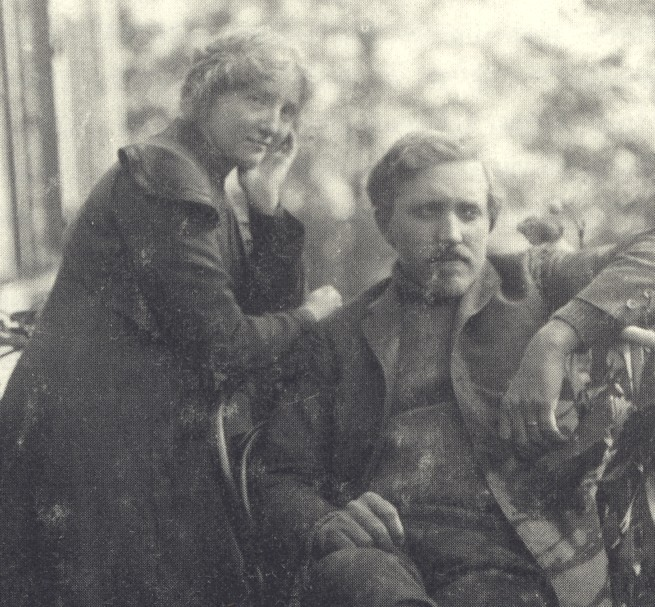
Olga och Carl Milles omkring 1908.

Olga Milles, född Granner den 24 januari 1874 i Leibnitz i Steiermark, död 3 januari 1967 i Graz, var en österrikisk-svensk målare, tecknare och medaljkonstnär. Hon var gift med skulptören Carl Milles.

## Biografi

### Tidiga år

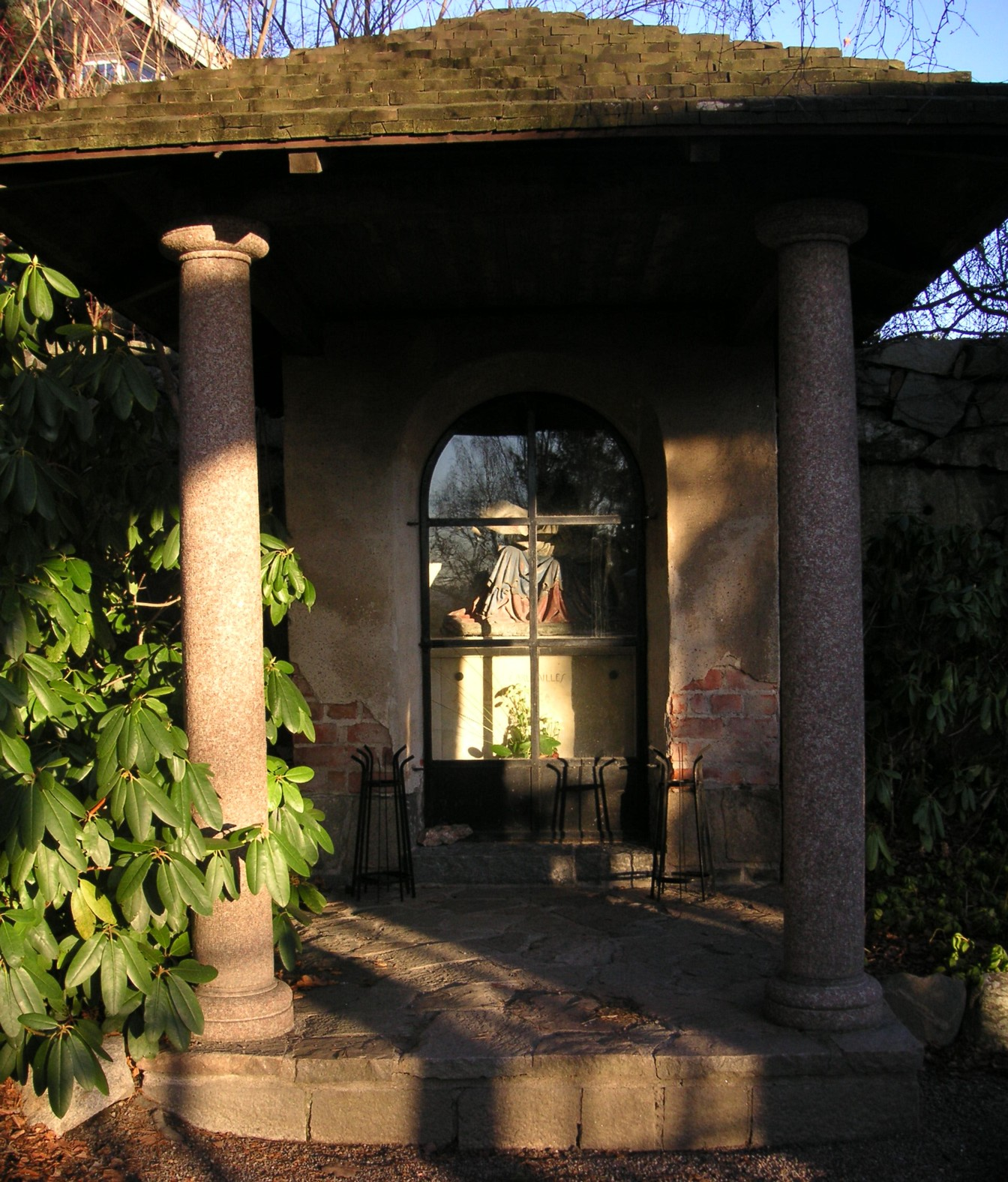
Lilla Skogskapellet.

Olga Granner växte upp i österrikiska Graz och visade tidigt en utpräglad talang för målning, vilket understöddes av familjen. Fadern var revisor och familjen tillhörde överklassen, barnaskaran bestod av tre flickor och en pojke. Redan i 12-årsåldern studerade hon landskapsmåleri och fick ett treårig stipendium av staden Graz. Efter studieår i München reste hon mellan de österrikiska godsen och målade högreståndspersoner och barn för att finansiera sin studieresa till Paris. På 1890-talet hade hon separatutställningar i Wien och München.
Till skillnad från Carl Milles var Olga Granner redan en känd konstnär när hon kom till Paris i sällskap med sin syster Lintschi och där hon 1898 för första gången träffade Carl Milles. Carl uppvaktade henne intensivt, men hon lät honom förstå att något annat än vänskap kunde det aldrig bli. Olga som var djupt religiös hade avgivit ett löfte till Gud att inte gifta sig och hade egentligen tänkt sig ett liv som teckningslärare i ett nunnekloster.

### Tiden med Milles
Men Carl Milles gav sig inte. År 1900 förlovade de sig i hemlighet och gifte sig 1905 i München. I sina brev kallade Carl henne “Mein kleines Hasselnuss” (min lilla hasselnöt) och hon svarade honom med “Mein lieber Brummbär” (min kära brumbjörn). Olga Milles uppenbara konstnärliga uttryckskraft tycktes nästan som bortblåst efter mötet med den unge svenske skulptören. Hon tecknade och målade visserligen, men inte alls i samma utsträckning som tidigare och med långa perioder av improduktivitet. Olga Milles såg hela tiden sitt konstnärskap med stor osäkerhet och självkritik, medan Carl Milles aldrig tvivlade på sin storhet. Trots allt samarbetade hon en del med maken, bland annat med skulpturen Gustav Vasa som finns på Nordiska museet. Det var hon som svarade för färgsättningen.
År 1906 kom båda till Sverige och köpte då en av de första tomterna i Herserud på Lidingö med utsikt över Stockholm som såldes ut av fastighetsbolaget AB Herserud. Omkring 1908 började de tillsammans bygga upp Millesgården, till att börja med enbart avsedd som bostad och ateljé som senare växte ut till en hel skulpturpark. Olga Milles trivdes dock aldrig riktigt i Sverige och det hjälpte inte heller att Carl Milles inrättade ett “lilla Österrike” på Millesgården. 1931 flyttade de till Cranbrook, Detroit, USA, där Olga Milles blommade upp som konstnär. Efter tjugo år i USA kom paret Milles tillbaka till Europa men bosatte sig då i Rom. Somrarna tillbringade de dock på Millesgården. 

### Senare år
När Carl Milles avled 1955 stannade hon kvar två år i Sverige men flyttade därefter tillbaka till sitt älskade Österrike. Hon levde isolerat och undvek svenska vänner men höll kontakten med familjen Milles på Lidingö brevledes. I ett brev från 1958 skrev hon:

"Jag har jämt Millesgården i mitt sinne och skriver ner allt jag vet. Det anser jag som en helig plikt och samtidigt det käraste jag vet. Carl var som man säger Renaissancemänniska av stora mått, men trots all min obetydlighet vid hans sida förstod jag honom i alla avseenden och kommer vara honom tacksam livet ut".

När Olga Milles fyllde 80 år sade hon på sitt stilla humoristiska sätt: "Att jag blev 60 brydde jag mig inte om. Inte heller när jag blev 70. Men nu när jag blir 80 tycker jag att det är att gå lite långt".
Olga Milles hade under hela sitt liv arbetat med avancerad konst, men av naturliga skäl hela tiden i skuggan av sin berömda make. Detta förhållande försökte Millesgårdens ledning ändra på genom att 1984 anordna en speciell utställning som tidigare hade visats i USA, med verk av enbart Olga Milles. Hennes finstämda porträtt i pastell, krita och olja väckte berättigad uppmärksamhet i både konstnärskretsar och hos allmänheten. 
Olga Milles avled i Graz 93 år gammal. Hennes aska återvände dock till Sverige och hon fick sin sista vila vid sin mans sida i Lilla Skogskapellet på Millesgården.

## Citat
Några år före sin bortgång skrev Carl Milles en natt en liten dikt till sin älskade Olga:
| ” | ”Olga, Älskade - Det är natt, jag hör Dina flämtande andedrag Från nästa rum - där Du sover Vad Du drömmer jag undrar, Du älskade vän - Det var konsten som drog Dig till livet Du kämpat så tappert och räckt mig Din hand Då jag det behövt Då Ditt lif med mitt var ett - hand i hand Snart vinga vi bort Kanske åter vi möts Att kämpa igen? Kanske Du då är jag Och jag då är du Måtte vi älska varann liksom nu! Din Carl." | „ |